# Langonnet

Langonnet este o comună în departamentul Morbihan, Franța. În 1 ianuarie 2022 avea o populație de 1.851 de locuitori.